# Belsen
Belsen és un nucli del municipi de Bergen del districte de Celle, a l'estat alemany de Baixa Saxònia, situat al marge del riu Fuchsmoorgraben. El 2000, tenia 331 habitants.
El primer esment escrit del nucli data del 1235, amb el nom baix alemany de Bellenhusen. El 1970 va fusionar amb la ciutat de Bergen.
Belsen és molt conegut com que s'hi trobava la Rampe, una estació de mercaderies a la qual els presoners de guerra i els deportats havien de sortir dels trens per a anar al camp de presoners i de concentració que va prendre el nom de Bergen-Belsen, tot i que el mateix camp es troba quatre quilòmetres de la Rampe, per a la part major al territori del municipi de Winsen. A l'època nazi, els presoners havien de caminar de l'estació fins al camp.
Avui, la Rampe encara serveix per al transbordament d'equipament militar per al camp d'instrucció de l'Otan a Hohne.

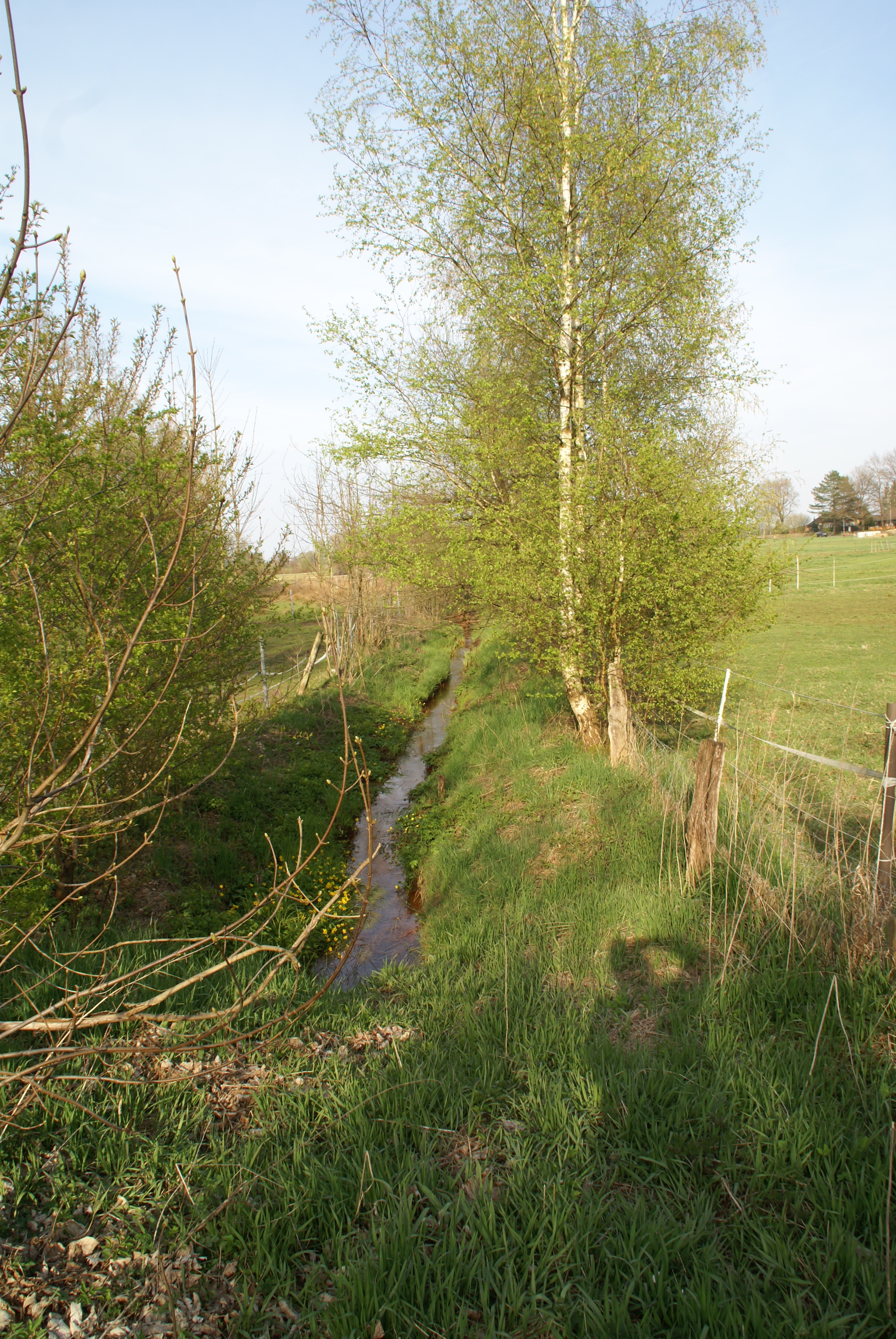
El riu Fuchsmoorgraben
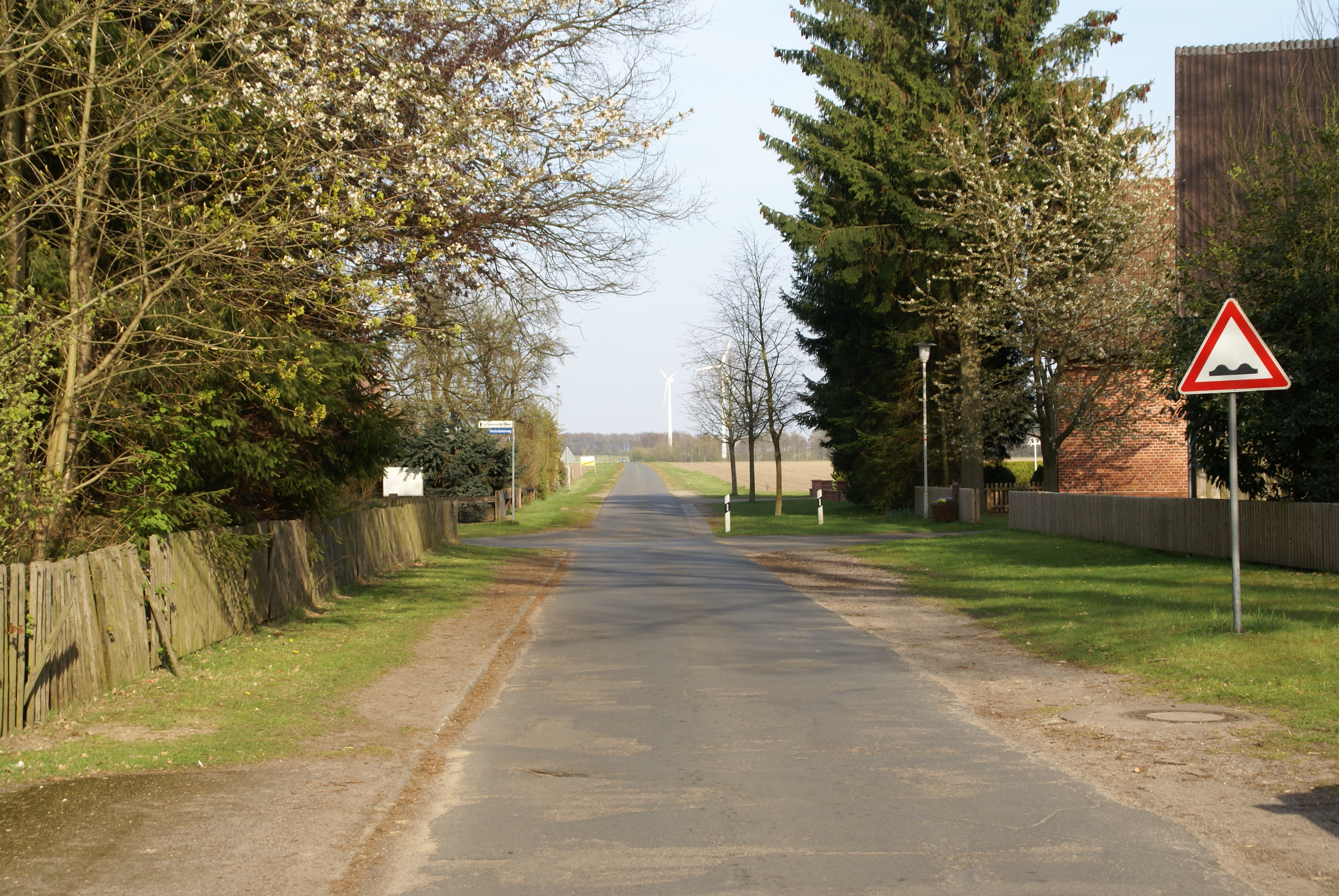
La cruïlla del Diecksdammweg i del carrer Im alten Dorf
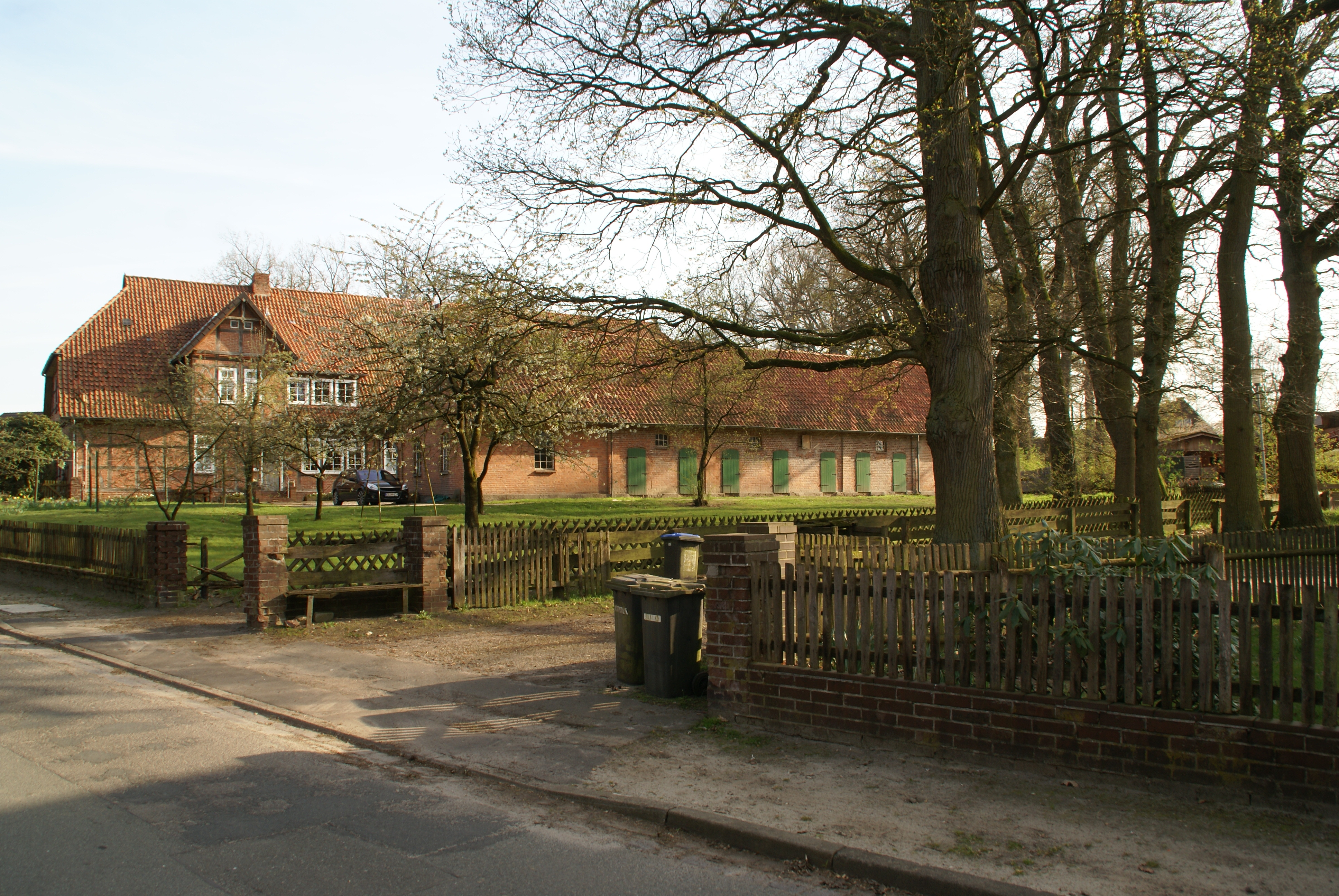
Mas